# Sint-Rictrudiskerk

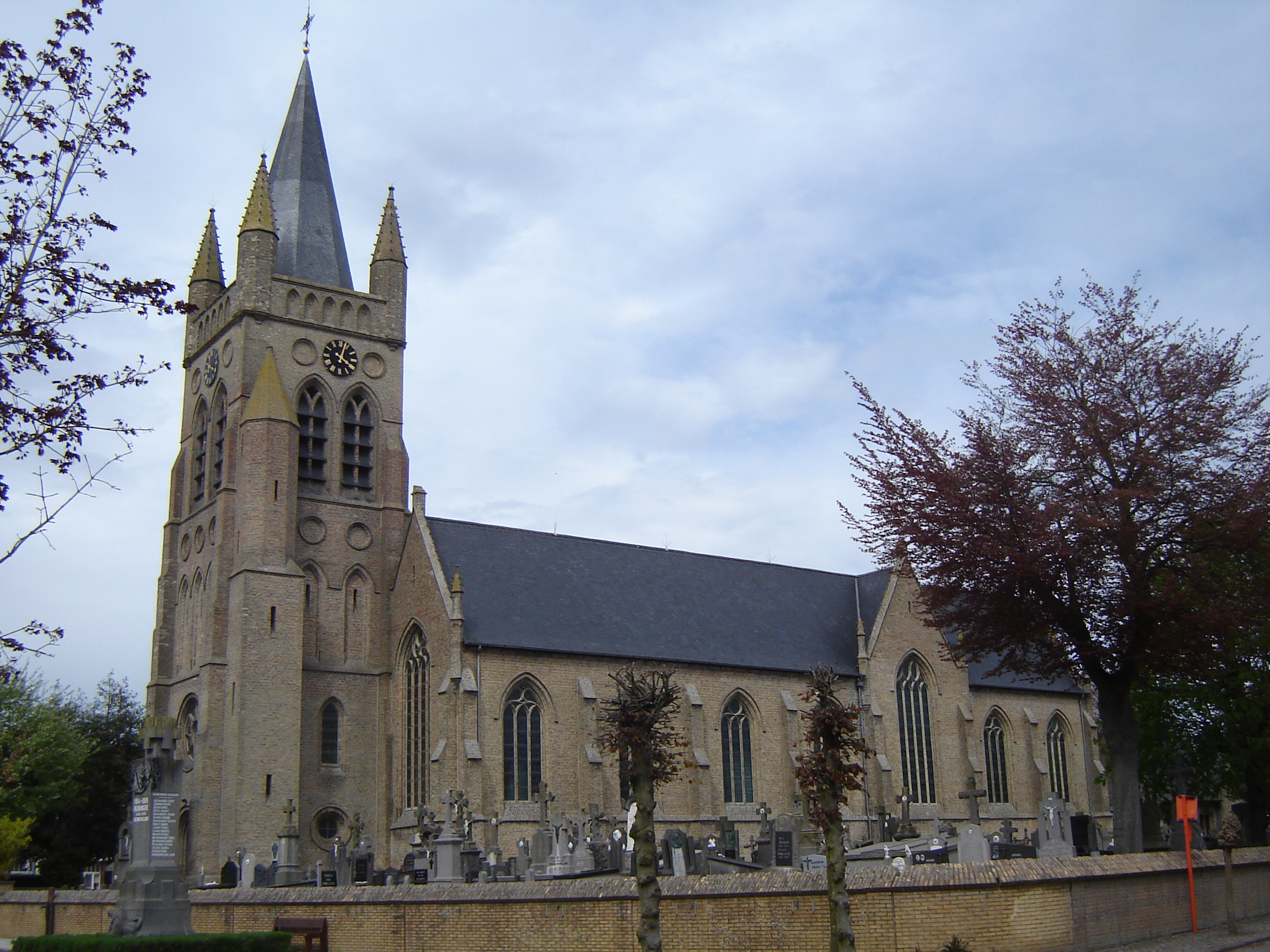
Sint-Rictrudiskerk

De Sint-Rictrudiskerk is de parochiekerk van de tot de West-Vlaamse gemeente Lo-Reninge behorende plaats Reninge, gelegen aan Dorpplaats 1a.

## Geschiedenis
De parochie van Reninge is al oud, en stamt wellicht van de 10e eeuw. De aan Sint-Rictrudis gewijde parochie was afhankelijk van de Abdij van Marchiennes. In 1140 werden de relieken van Rictrudis naar Reninge overgebracht.
De toenmalige kerk werd in 1597 nog door de - uit Oostende afkomstige - Geuzen geplunderd. Van 1598-1621 werd de kerk hersteld. Er resulteerde een driebeukige laatgotische hallenkerk. Deze werd op 9 maart 1915 door de Duitsers beschoten en daarbij vrijwel geheel verwoest. Van 1921-1923 werd de kerk herbouwd onder architectuur van Charles Pil en Henri Carbon.

## Gebouw
Het betreft een driebeukige bakstenen hallenkerk met zware voorgebouwde toren en een pseudotransept. Als materiaal werd gele baksteen gebruikt en de plint is van ijzerzandsteen. De vierkante toren wordt geflankeerd door een vierkant traptorentje. Op de borstwering bevinden zich vier hoektorentjes met bakstenen spits.

## Interieur
De kerk bezit een schilderij door Matthijs De Visch (eerste helft 18e eeuw), voorstellende Onze-Lieve-Vrouw schenkt de rozenkrans aan de Heilige Dominicus. Een ander 18e-eeuws schilderij is een: Laatste Avondmaal. Een 18e-eeuws beeld in verguld hout is van Sint-Eligius. Van omstreeks 1800 is een Heilige Rictrudis, eveneens van verguld hout.
Er zijn enkele gedenkplaten voor de slachtoffers van de Eerste en Tweede Wereldoorlog. Het kerkmeubilair is voornamelijk 20e-eeuws.